# NGC 3856
NGC 3856 (NGC 3847) je eliptična galaktika u zviježđu Velikom medvjedu. Naknadno je utvrđeno da je NGC 3847 ista galaktika.

## Vanjske poveznice
- (eng.) SEDS: NGC 3856
- (eng.) Revidirani Novi opći katalog
- (eng.) Izvangalaktička baza podataka NASA-e i IPAC-a
- (eng.) Astronomska baza podataka SIMBAD
- (eng.) VizieR